# Коалиционное правительство
Коалицио́нное прави́тельство — правительство при многопартийной парламентской системе управления, образованное несколькими политическими партиями. Чаще всего создаётся для получения абсолютного большинства в парламенте. Кроме того, коалиции могут создаваться также в период чрезвычайных обстоятельств (экономических или внешнеполитических, таких как война) для большей координации управления, как, например, в современной Северной Ирландии.
Коалиционное правительство также может включать в себя все партии, представленные в парламенте (правительство национального единства) либо наиболее крупные политические силы (большая коалиция).

## Коалиционное соглашение

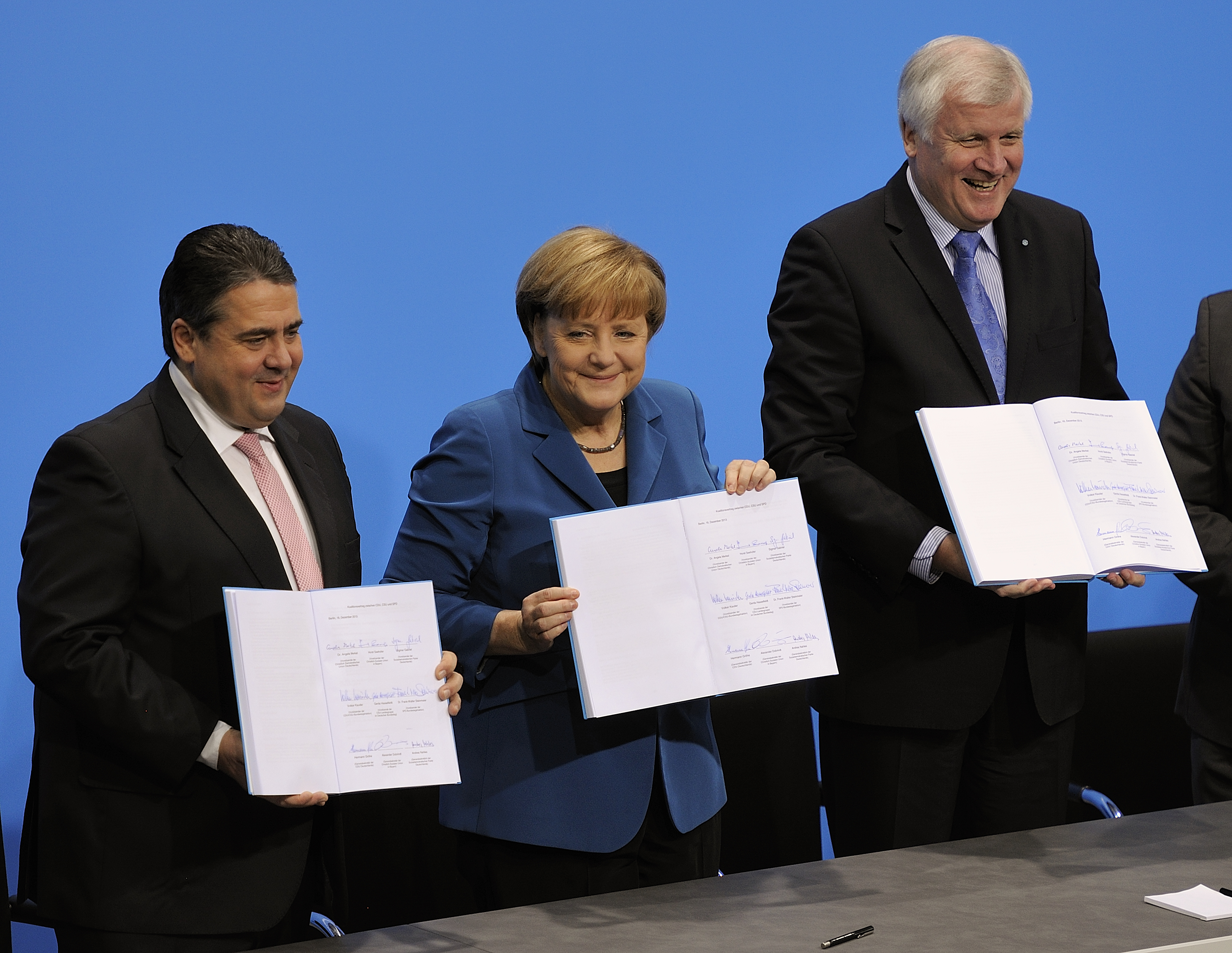
Зигмар Габриэль (СДПГ), Ангела Меркель (ХДС) и Хорст Зеехофер (ХСС) после подписания коалиционного соглашения для 18-го созыва Бундестага, 16 декабря 2013 года

Коалиционное соглашение является договорённостью между партиями коалиционного правительства. В многопартийных государствах коалиционное соглашение — это соглашение, заключённое между партиями, которые формируют коалиционное правительство. В нём фиксируются наиболее важные общие цели и задачи кабинета. Зачастую документ составляется лидерами парламентских групп. Коалиции, имеющие письменное соглашение, более продуктивны, чем те, которые его не имеют.

## Распространение
Коалиции более распространены в странах с пропорциональной системой голосования, дающей больше мест в парламенте мелким партиям, чем мажоритарная.
Коалиционные кабинеты чаще всего встречаются в странах Скандинавии и Бенилюкса, Германии, Израиле, Италии. Кроме того, Федеральный совет Швейцарии составляется из представителей основных политических сил.
Коалиции, состоящие из немногих партий, среди европейских стран наиболее распространены в Германии, где традиционно блок ХДС/ХСС образует коалицию с СвДП (правящую с 2009), а СДПГ с СвДП или «Зелёными» (хотя в 1966—1969 и с 2013 действовала большая коалиция ХДС и СДПГ), и Ирландии.
В то же время в Бельгии, где одновременно действуют политические партии Фламандского и Валлонского сообществ, коалиция образуется основными политическими партиями обоих регионов. Также основные политические силы традиционно представлены в правительствах Нидерландов и Финляндии. В Израиле традиционна коалиция Ликуда или Аводы с другими политическими силами. В Индии ныне правящий Объединённый прогрессивный альянс, возглавляемый ИНК, состоит из 13 политических партий.
В свою очередь в странах Вестминстерской системы коалиционные правительства из-за преимущественно двухпартийной системы распространены слабо, хотя в Австралии на федеральном уровне постоянно действует коалиция Либеральной и Национальной партий. Так, в Великобритании коалиционные правительства действовали с 1915 по 1922 (в период Первой мировой войны) и в 1931—1945 (в период Великой депрессии и Второй мировой войны), в то время как в другое время образовывались временные правительства меньшинства. Только в 2010 году в Великобритании, впервые за послевоенный период, было вновь образовано коалиционное правительство. В Канаде и Новой Зеландии традиционно образование крупнейшей по числу мест в парламенте партией правительства меньшинства, пользующегося парламентской поддержкой дружественных политических сил.

## Примечание
1. ↑  Коалиционное правительство &124; Понятия и категории. ponjatija.ru. Дата обращения: 2 января 2023. Архивировано 2 января 2023 года.
2. ↑  Заикин Сергей Сергеевич. Коалиционные соглашения между политическими партиями: зарубежный опыт и российские перспективы // Lex Russica. — 2017. — Вып. 1 (122). — С. 172–185. — ISSN 1729-5920. Архивировано 2 января 2023 года.
3. ↑  E. Bergman, Matthew; Angelova, Mariyana; Bäck, Hanna; Müller, Wolfgang C. (2 января 2024). Coalition agreements and governments' policy-making productivity. West European Politics (англ.). 47 (1): 31–60. doi:10.1080/01402382.2022.2161794. ISSN 0140-2382.
4. ↑  Коалиционное правительство. ceur.ru. Дата обращения: 2 января 2023. Архивировано 2 января 2023 года.
5. ↑  Коалиционные правительства в современной Европе: шансы и риски. instituteofeurope.ru. ИЕ РАН (2020). Архивировано 11 августа 2024 года.
6. ↑  Тимошенкова Екатерина Петровна. Большая коалиция в Германии // Современная Европа. — 2009. — Вып. 1 (37). — С. 41–54. — ISSN 0201-7083. Архивировано 2 января 2023 года.
7. ↑  ВЕЛИКОБРИТА́НИЯ : [арх. 29 сентября 2022] / В. М. Сокольский, В. Е. Чиркин, Э. П. Романова // Большая российская энциклопедия [Электронный ресурс]. — 2017.